# Jonathan Ramis
Jonathan Raphael Ramis Persíncula (Artigas, 6 de noviembre de 1989) es un futbolista uruguayo. Juega como delantero en el  La Luz FC de la Segunda División de Uruguay.

## Trayectoria
Debutó en el 2008 con el Club Atlético Peñarol, equipo donde hizo las divisiones menores. En el torneo apertura 2009 anotó 7 goles en 15 partidos jugados.

### Cádiz
Luego del gran torneo apertura, fue observado por países del extranjero fichando por Cádiz Club de Fútbol fue cedido por 6 meses con opción a compra. Fue pedido de su compatriota Victor Espárrago, también jugó al lado del uruguayo Andrés Fleurquín. En 12 partidos solo anotó un gol, descendiendo de categoría al finalizar la temporada.
Tras no estar en los planes de Diego Aguirre se marchó a Nanchang Hengyuan de China, donde compartió el equipo con su compatriota Diego Vera. En la segunda parte del 2011 jugó la Copa Sudamericana 2011 con Club Atlético Bella Vista.

### Aldosivi
A mediados del 2012 firma por una temporada por Club Atlético Aldosivi, siendo el segundo el refuerzo del equipo. En esta temporada anotó 4 goles, haciendo partidos importantes a pesar de la mala racha del equipo.

### Godoy Cruz
Luego de quedar libre con Peñarol, firmó por Godoy Cruz. Fue dirigido por Martín Palermo, compartiendo equipo con su compatriota Diego Rodríguez. Anotó 3 goles.

### Liga de Quito
En el segundo semestre del 2014 se marchó a Liga de Quito por pedido de Luis Zubeldía. Llegó a préstamo por un año con opción de compra. Es recordado por anotar a Esteban Dreer ex portero de Emelec un gol de más de 60 metros. En sus 6 meses anotó 5 goles.

### Pumas UNAM
Llega junto a su compatriota Gerardo Alcoba procedentes de Liga de Quito. También jugó con su compatriota Matías Britos. En junio del 2015 fue declarado transferible del equipo debido a su bajo rendimiento.

### Zacatepec
En Zacatepec de la Liga de Ascenso MX ha hecho una de sus mejores campañas, anotando 15 goles en 44 encuentros.

### Belgrano
A mediados del 2017 se convierte en el cuarto refuerzo de Club Atlético Belgrano, firmó por un año. 
Durante este año en 17 partidos logró marcar sólo 2 goles.

### Vélez Sarsfield y Tigre
Entre 2018 y 2020 tuvo dos pasos por ambos clubes, alternadamente entre sí.

### Progreso y Cerro Largo
En 2021, volvió a su país y fichó por Progreso.
Para el año 2022 ficha por Cerro Largo, de la Primera División de Uruguay.

## Clubes
| Club              | País      | Año           |
| ----------------- | --------- | ------------- |
| Peñarol           | Uruguay   | 2008-2010     |
| Cádiz             | España    | 2010          |
| Peñarol           | Uruguay   | 2010-2011     |
| Nanchang Hengyuan | China     | 2011          |
| Bella Vista       | Uruguay   | 2011          |
| Fénix             | Uruguay   | 2012          |
| Aldosivi          | Argentina | 2012-2013     |
| Godoy Cruz        | Argentina | 2013-2014     |
| Liga de Quito     | Ecuador   | 2014          |
| Pumas UNAM        | México    | 2015          |
| Racing            | Uruguay   | 2015          |
| Zacatepec         | México    | 2016-2017     |
| Belgrano          | Argentina | 2017-2018     |
| Vélez Sarsfield   | Argentina | 2018-2019     |
| Tigre             | Argentina | 2019-2020     |
| Vélez Sarsfield   | Argentina | 2020          |
| Progreso          | Uruguay   | 2021          |
| Cerro Largo       | Uruguay   | 2022          |
| CA Atenas         | Uruguay   | 2023          |
| La Luz FC         | Uruguay   | 2023-presente |

## Palmarés

### Títulos nacionales
| Título              | Club    | País    | Año     |
| ------------------- | ------- | ------- | ------- |
| Torneo Clausura     | Peñarol | Uruguay | 2010    |
| Campeonato Uruguayo | Peñarol | Uruguay | 2009-10 |